# Presto Typ D
Der Presto Typ D wurde 1921 von dem Chemnitzer Automobilhersteller Presto als erstes PKW-Modell nach dem Ersten Weltkrieg auf den Markt gebracht.
Er besaß einen Vierzylinder-SV-Reihenmotor mit 2,35 Litern Hubraum, der 30 PS bei 2000/min leistete und seine Kraft über ein Vierganggetriebe mit Schalthebel außen oder innen rechts auf die Hinterräder weiterleitete. Der Motor war mit Magnetzündung ausgestattet. Der Wagen hatte einen U-Profil-Pressstahlrahmen und zwei Starrachsen, die an Halbelliptik-Blattfedern aufgehängt waren. Die mechanische Fußbremse wirkte auf die Kardanwelle, die Handbremse auf die Hinterräder und (ab 1925) auf alle vier Räder. Das Fahrzeug war als sechssitziger Tourenwagen oder sechssitzige Limousine verfügbar.
1925 löste der Presto Typ E den Typ D ab. Sein Motor leistete bei unverändertem Hubraum 40 PS bei 2500/min. Die hinteren Halbelliptik-Blattfedern wurden durch Underslung-Exemplare ersetzt. Mechanische Fuß- und Handbremse wirkten auf alle vier Räder. Fahrgestell und Karosserie waren etwas länger und breiter geworden.
Als 1927 die Fertigung auslief, waren von den D- und E-Typen insgesamt etwa 8000 Exemplare entstanden. Nachfolger waren die Sechszylindertypen F und G.

## Technische Daten
| Typ                   | D (9/30 PS)         | E (9/40 PS)         |
| Bauzeitraum           | 1921 – 1925         | 1925 – 1927         |
| Aufbauten             | T6, L4              | T6, L4              |
| Motor                 | 4 Zyl. Reihe 4-Takt | 4 Zyl. Reihe 4-Takt |
| Ventile               | stehend (SV)        | stehend (SV)        |
| Bohrung × Hub         | 78 mm × 123 mm      | 78 mm × 123 mm      |
| Hubraum               | 2350 cm³            | 2350 cm³            |
| Leistung (PS)         | 30                  | 40                  |
| Leistung (kW)         | 22                  | 29                  |
| bei Drehzahl (1/min)  | 2000                | 2500                |
| Verdichtung           |                     | 4,8 : 1             |
| Verbrauch             | 11 l / 100 km       | 12 l / 100 km       |
| Getriebe              | 4-Gang              | 4-Gang              |
| Höchstgeschwindigkeit | 70 km/h             | 80 km/h             |
| Leergewicht           | 1250 kg             | 1450 – 1650 kg      |
| Zul. Gesamtgewicht    | 1650 kg             | 2050 – 2250 kg      |
| Elektrik              | 12 Volt             | 12 Volt             |
| Länge                 | 4400 mm             | 4400 mm             |
| Breite                | 1650 mm             | 1720 mm             |
| Höhe                  | 1900 mm             | 1900 mm             |
| Radstand              | 3090 mm             | 3175 mm             |
| Spur vorne/hinten     | 1350 mm / 1350 mm   | 1410 mm / 1410 mm   |
| Reifengröße           | 800 × 120 HD        | 30" x 5,77" ND      |

- T6 = 6-sitziger Tourenwagen
- L4 = 4-türige Limousine